# Breakout (pesem, Miley Cyrus)
"Breakout" je pop pesem ameriške pevke Miley Cyrus. Izšel je na radiu Radio Disney kot promocija drugega glasbenega albuma Miley Cyrus, imenovanega Breakout. Pesem je originalno posnela ameriška pevka Katy Perry kot demo posnetek za svoj album One of the Boys, vendar pesem na koncu ni izšla v njem, zato je prišla v roke Miley Cyrus. Pesem "Breakout" je dance-pop zvrsti, v njej pa se pojavljajo inštrumenti, kot so klaviature, kitara in bobni, medtem ko besedilo govori o odraščanju in o tem, kako si med tem brezskrben.
Sodobni kritiki so "Breakout" v glavnem hvalili in cenili vsebino njegovega besedila. Digitalno je pesem izšla takoj po izidu albuma Breakout, 22. julija 2008. Pesem je doživela velik reklamni uspeh v Kanadi, Avstraliji in Združenih državah Amerike; njena najvišja uvrstitev je bilo petinštirideseto mesto na lestvici Canadian Hot 100. Miley Cyrus je s pesmijo nastopila v več mestih in na več prireditvah; njen prvi nastop s singlom "Breakout" je bil na Disney Channel Games leta 2008, ki so ga kasneje uporabili za promocijo videospota, s pesmijo pa je tudi otvorila svojo prvo svetovno turnejo, Wonder World Tour.

## Ozadje
Pesem "Breakout" je napisal Ted Bruner v sodelovanju z Treyjem Vittetoejem in Gino Schock, članico banda Go-Go's. Najprej naj bi pesem zapela ameriška pevka Katy Perry za svoj album One of the Boys,  vendar pesem nikoli ni izšla na albumu, zato so jo posredovali Miley Cyrus. V verziji pesmi "Breakout", kakršno je zapela Miley Cyrus, je Katy Perry pela vokale iz ozadja. Katy Perry je o svoji vlogi v tem spregovorila z revijo Bliss: "Moj glas je v bistvu vključen v Breakout. Mislim, da, pojem na Mileyjinem singlu."
Miley Cyrus je povedala, da je album poimenovala po singlu "Breakout" ker je to "ena izmed [njenih] naljubših pesmi" na albumu, to pa zato, ker je pesem ženska, vendar vključuje različne starostne skupine: "Mame, očetje, bratje in sestre se lahko, kot veste, povežejo s tem. In pesem v glavnem govori o tem, da hodiš ven in se zabavaš s prijatelji, včasih pa, saj veste, lahko tudi zaplešete in se izgubite v plesu za nekaj časa."

## Sestava
"Breakout" je dance-pop pesem z vplivom pop rock elementov, ki traja tri minute in tri minute in šestindvajset sekund. Napisana je bila v g-duru in vsebuje akorde G5—Dsus—Csus2—Dsus. Pesem se začne s počasnim ritmom, s poudarkom na električnih kitarah in bobnih, kasneje pa pesem dobi "hitrejši tempo in več poudarka na klaviaturah." Chris William iz revije Entertainment Weekly je napisal, da je besedilo pesmi "Breakout" "proglas proti življenjski neenakomernosti," veliko pozornost pa je namenil tudi verzu "Every week's the same/Stuck in school's so lame/My parents say that I'm lazy/Getting up at 8 a.m.'s crazy/Tired of bein' told what to do/So unfair, so uncool" ("Vsi tedni so enaki/Zadržani v bedi šole/Moji starši pravijo, da sem len(a)/Vstajanje ob osmih zjutraj je noro/Utrujen(a) sem, da mi govorijo, kaj naj naredim/Tako nepravično, tako slabo"), kjer dodaja, da je pesem znak, da "majhna deklica ne odrašča." Kakorkoli že, Mikael Wood iz revije The Los Angeles Times je povedal, da pesem govori o hitrem odraščanju, posebno pozornost pa je usmeril v vrstici "It feels so good to let go" ("Tako dobro se je prepustiti") in "Wish it would never end" ("Želim si, da se ne bi nikoli končalo"), Jodi Rosen iz revije Rolling Stone pa verjame, da je Miley Cyrus "tipična razočarana najstnica, ki se počuti preveč odraslo, da bi poslušala svoje starše, učitelje ali kogar koli drugega," posebno pozornost pa je namenila vrstici "tired of bein' told what to do" ("Utrujen(a) sem, da mi govorijo, kaj naj naredim").

## Kritike
Pesem "Breakout" je v glavnem prejela pozitivne ocene s strani sodobnih kritikov. Mikael Wood iz revije The Los Angeles Times je pesem označil za "nekoliko strožjo, z več vpliva bas kitar, kot pesmi iz albuma Miley Cyrus, ki je izšel lansko leto, albuma Meet Miley Cyrus", medtem ko je Bill Lamb iz About.com dejal, da je pesem ena izmed "najboljših skladb na albumu Breakout", Heather Phares iz Allmusic pa, da je bil "upor šolarke" v pesmi "namenjen temu, da nam predstavijo brezskrbno Miley."
Po mnenju Sarah Rodman iz revije The Boston Globe je "Breakout" "popolnoma pop pesem z vplivom stila glasbene skupine Go-Go's", Jody Rosen iz revije Rolling Stone pa je pesem označila za "bolj samo-posedovalno [...] prefinjeno pop pesem pod njenim lastnim imenom." Ash Dosanjh iz Yahoo! Music je napisala: "Miley Cyrus lahko odpustimo pomankanje pesniških sposobnosti, saj je to plesna točka z ekstatičnim ritmom." Skupaj s pesmijo "7 Things" je Robert Christgau pesem "Breakout" označil za "najboljšo pesem iz albuma Breakout". Ben Ratliff je za The New York Times napisal, da "Breakout" "zavzema obe starostni skupini," dodaja pa še, da "je to poziv samo za dekleta, naj se zabavajo, vendar namiguje na dekadentno prihodnost brez šole." Kakorkoli že, Sal Cinquemani iz revije Slant Magazine je pesem "Breakout" označil za pesem "v stilu Avril Lavigne - anti-izobraževalna pesem, napolnjena z dekleracijami."

## Dosežki
Kljub temu, da ni izšel kot glasbeni singl, se je "Breakout" predvajal tudi na radiu in sicer na radiu Radio Disney, pesem sama pa je bila zelo dobro prodajana preko digitalnih naložitev. Ob koncu tedna 9. avgusta 2008 je pesem pristala na petinšestdesetem mestu lestvice Billboard Hot 100, kjer je ostala še sedem zaporednih tednov. V istem tednu je "Breakout" zasedel sedemindvajseto mesto na lestvici Hot Digital Songs in petinštirideseto mesto na lestvici Canadian Hot 100, kjer je ostal še tri zaporedne tedne. "Breakout" je zasedel tudi štiriindevetdeseto mesto na lestvici Australian Singles Chart.

## Nastopi v živo
Miley Cyrus je s pesmijo "Breakout" prvič nastopila 4. maja 2008 na Disney Channel Games v Walt Disney Worldu, Orlando, Florida kot del Disney Channelovih poletnih aktivnosti. Med nastopom, posnetkom, ki je bil objavljen kot promocija videospota na Disney Channelu, je bila Miley Cyrus oblečena v kratko, školjkasto črno obleko z rdečimi in črnimi dokolenkami pod tem. 17. maja tistega leta je s pesmijo nastopila še na prireditvi Zootopia 2008, 25. julija pa v New Yorkju v centru Rockefeller Center, za oddajo The Today Show. 7. junija 2009 je Miley Cyrus s pesmijo na dvajseti prireditvi A Time for Heroes Celebrity Carnival, ki jo je podpirala organizacija Elizabeth Glaser Pediatric AIDS Foundation.
Pesem "Breakout" je bila tudi del turneje Wonder World Tour iz leta 2009, prve svetovne turneje Miley Cyrus. Miley Cyrus je s pesmijo otvorila začetek turneje, oblečena v črno usnjeno majico, kratke hlače in bel, dlakast brezrokavnik. Nastop se je začel z Miley Cyrus, "ujeto" v velikansko kristalno ledeno kupolo, ki se je iz dna odra. Ko uspe priti iz kupole, začne peti pesem "Breakout", postopoma prehaja od počasnega do hitrega ritma in, ob koncu predstavitve pa skupaj s plesalci iz ozadja nastopi na premičnem odru. Melinda M. Thompson iz revije The Oregonian je oceni koncerta, ki je potekal 14. septembra v Portlandu, Oregon v areni Rose Garden Arena, posvetila veliko pozornosti, med drugim je o nastopu s pesmijo "Breakout" napisala, da se v njem prikažejo "kričeči se najstniki na nogah, ona [Miley Cyrus] pa oder pripravi za zabavo." Lael Loewenstein iz Variety je o nastopu 22. septembra v Los Angelesu, Kalifornija, v Staples Center napisal, da se je dotaknil "teme o samo-reinvenciji," teme, za katero je Loewenstein menil, da je preveč "sporočila spremembo njene podobe."

## Dosežki na lestvicah
| Lestvica (2008)          | Dosežek |
| ------------------------ | ------- |
| Australian Singles Chart | 94      |
| Canadian Hot 100         | 45      |
| U.S. Billboard Hot 100   | 56      |